# Falcão-de-peito-laranja
O falcão-de-peito-laranja (nome científico: Falco deiroleucus) é uma ave de rapina da família Falconidae encontrada do sul do México até o norte da Argentina.

## Descrição
Conhecido como falcão-de-peito-vermelho ou falcão-de-peito-laranja, é um poderoso e notável predador de aves, com voos rápidos e eficientes, faz perseguições aéreas para caçar suas presas. É também um dos falcões mais raros do Brasil e das Américas. Possui comportamento discreto, geralmente vive em florestas densas e áreas próximas a rios ou paredões rochosos (Jenny & Cade, 1986). Apresenta populações pequenas e esparsas. É comumente confundido com o falcão-peregrino, que por sua vez também é uma ave rara e ameaçada.

## Distribuição Geográfica
Apesar de ter uma ampla distribuição geográfica, é uma ave relativamente rara, ocupando florestas tropicais do sul do México até o norte da Argentina (Hoyo et al. 1994). No Brasil se encontra em vários biomas diferentes, como Mata Atlântica, Floresta Amazônica, Pantanal, Caatinga Amazônica e Cerrado. Neste, ela se distribui nas fitofisionomias florestais como mata de galeria, mata ciliar, mata de transição, tepuis e palmeirais (da Silva, 1995).
Certos autores indicam que a partir dos dados de avistamento obtidos ao longo dos anos apontando uma alta quantidade de indivíduos jovens plumados (com penas capazes de voo) em florestas rodeadas parcialmente por habitats com alteração antrópica poderiam indicar uma preferência por ecótonos. No entanto, segundo Baker et al (2000), a não-necessidade de florestas intactas não necessariamente indica uma preferência por locais ligeiramente desmatados, dada a ausência de indivíduos sem penas. Além disso, no estudo realizado por eles os mosaicos de maior frequência de indivíduos se tratavam de áreas extensas de floresta.

## Características

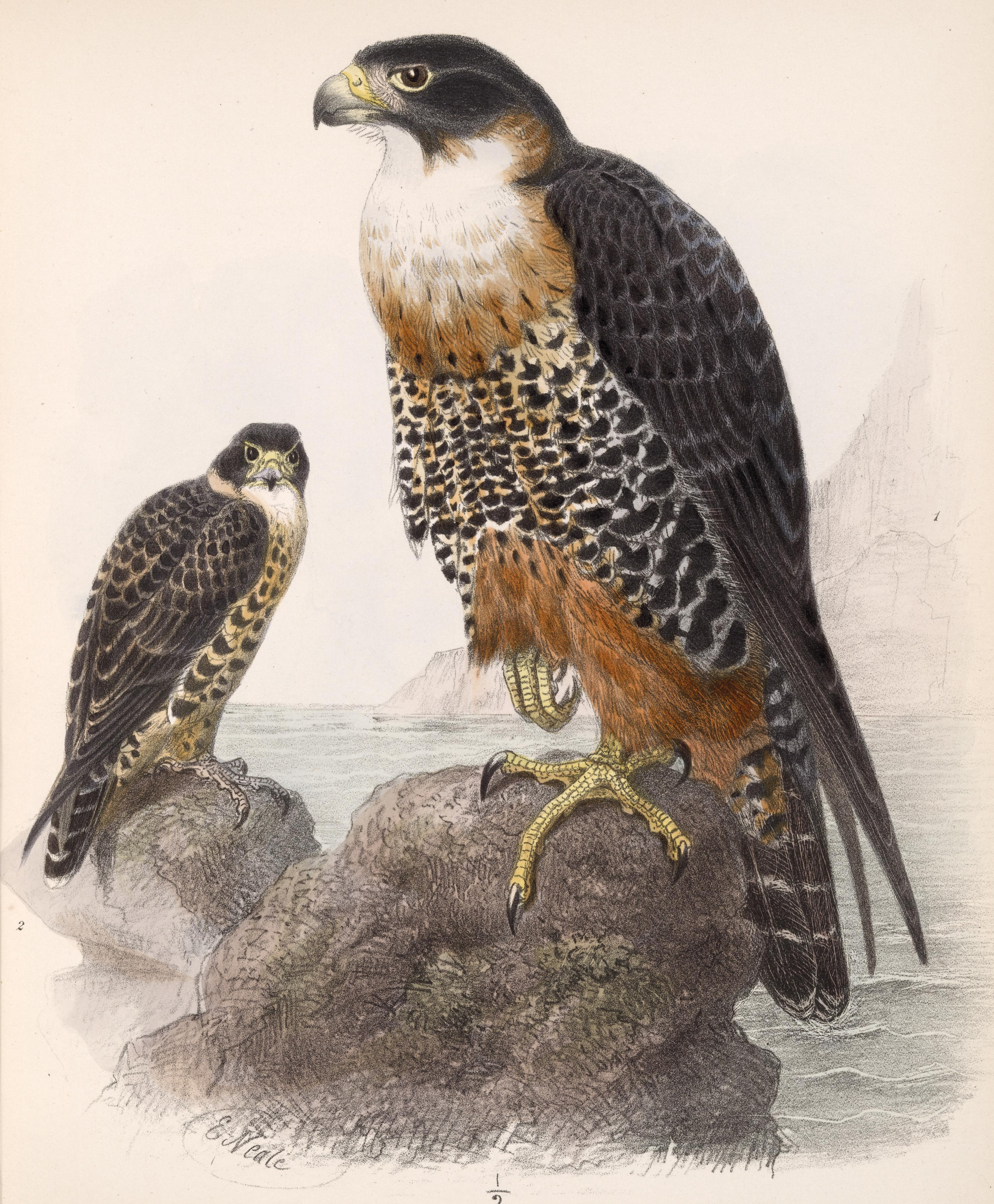
Falco deiroleucus adulto e jovem, ilustração de 1902

Com traços faciais típicos, peito vermelho alaranjado e físico aerodinâmico, este falcão faz parte do grupo mais elegante das aves. Robusto e com comprimento que varia de  33 a 39 cm, as fêmeas (390-654g) da espécie são maiores que os machos (330-360g) . Possui garras muito pesadas e notáveis quando empoleiradas (dedo médio 4,5 cm), que são utilizadas predominantemente para a captura da vítima, e de forma rápida mata sua presa com um golpe de bico na espinha dorsal. Devora primeiro a cabeça e depois as outras partes, segurando-a com uma das garras. Quando adulto seu ventre é negro com estrias brancas, enquanto seu peito e laterais do pescoço possuem a cor que dá de a espécie é conhecida vulgarmente.  Seu canto é: "aczick-aczick".

## Taxonomia
Embora possua certas similaridades com o grupo peregrino de falcões  sua relação com Falco rufigularis é mais provável

## Hábitos e Reprodução
Possui comportamento discreto, passando boa parte do dia empoleirado. Suas atividades de caça ocorrem geralmente no início da manhã e no final da tarde, podendo prolongar até o crepúsculo para capturar morcegos.
Na reprodução, o macho corteja a fêmea oferecendo-lhe alimentos, que se aceito pela fêmea, o sucesso reprodutivo provavelmente será alcançado. Este tipo de ave não constrói ninhos para procriar, seu hábito é ocupar espaços ocos dentro de árvores, palmeiras e paredões rochosos. A fêmea geralmente coloca 2 ou 3 avos por ninhada, ficando em média 30 dias incubados. Os filhotes são alimentados somente pela mãe, desenvolvem plumagem completa por volta de 45 dias e plumagem jovem aos 75 dias.

## Conservação
Desde 1982 a espécie é considerada a que mais tem dificuldade para se distribuir entre todas as espécies de falcão do mundo.  O F. deiroleucus prefere regiões que estejam bastante florestadas e prefere locais próximos à grandes paredes rochosas e rios. Esse falcão é apelidado por alguns como “ave fantasma” porque é bastante trabalhoso encontrar essa ave em saídas de campo pelo mundo 